# Dobravica, Ig
Dobravica leži v Občini Ig.
V kraju stoji baročna cerkev sv. Gregorja.